# 瑞穗區役所車站
瑞穗區役所站（日语：／ Mizuho-kuyakusho eki */?）是位於愛知縣名古屋市瑞穗區瑞穗通二丁目，為名古屋市營地下鐵櫻通線之車站。車站編號為S12。

## 車站結構
本站為1面2線島式月台之地下車站。

### 月台配置
| 月台 | 路線   | 目的地                   |
| ---- | ------ | ------------------------ |
| 1    | 櫻通線 | 新瑞橋、德重方向         |
| 2    | 櫻通線 | 今池、名古屋、太閤通方向 |

## 相鄰車站
名古屋市營地下鐵
 櫻通線
櫻山（S11）－瑞穗區役所（S12）－瑞穗運動場西（S13）

## 外部連結
- 瑞穗區役所 - 名古屋市交通局